# Zwischen zwei Herzen
Zwischen zwei Herzen ist ein Drama des Regisseurs Herbert Selpin aus dem Jahr 1934. Die Literaturverfilmung basiert auf dem Roman Ulla, die Tochter des Schriftstellers Werner Scheff. In der Hauptrolle verkörpert Harry Liedtke den Großindustriellen Detlev Sonnekamp.

## Handlung
Dem Großindustriellen Sonnekamp wird durch seinen Diener mitgeteilt, dass in seiner Bibliothek schon seit Stunden eine junge Dame auf ihn wartet. Diese behauptet, die Tochter des Dr. Georgius, eines Jugendfreundes von Sonnekamp zu sein. Als Sonnekamp der Dame gegenüber erklärt, dass er den Namen „Georgius“ noch nie zuvor gehört hat, weist sie ihn auf einen Brief ihrer Mutter hin, der an ihn gerichtet ist, welchen Sonnekamp in seiner unerledigten Eingangspost tatsächlich findet.
Überrascht nimmt Sonnekamp den Inhalt des Schreibens wahr, in dem steht, dass er der Vater der jungen Dame, Ulla, ist und er während seiner Studentenzeit ein Liebesverhältnis mit ihrer Mutter hatte, die nach der Geburt aber verstorben ist. Ullas Tante hatte sie dann bei sich aufgenommen, großgezogen und Georgius geheiratet. Nachdem ihre finanziellen Möglichkeiten durch den Tod des Vaters von Sonnekamp stark eingeschränkt wurden, machte sie sich Sorgen um die Zukunft von Ulla und schickte sie deshalb zu ihrem Vater nach Berlin. Georgius und seine Frau hoffen, dass Sonnekamp den Inhalt des Briefes nicht an Ulla weitergibt, denn sie sind der Meinung, dass Ulla besser nichts von diesen Umständen wissen sollte.
Währenddessen hofft Ulla, den Flieger Söldin in Berlin wiedersehen zu können, den sie bereits in München kennengelernt hatte. Ihr Wunsch erfüllt sich, sie trifft ihn tatsächlich am Flughafen an.
Sonnekamp beginnt eine väterliche Liebe zu seiner (vermeintlich) leiblichen Tochter Ulla zu entwickeln und möchte sie vor Schaden bewahren. Er erfährt durch einen Zufall, dass der Pilot Söldin bereits verheiratet ist und gemeinsam mit seiner Frau ein Kind hat. Er fühlt sich dazu verpflichtet, seine Tochter Ulla über diese Umstände aufzuklären. In der Folge erklärt Ulla ihrem (vermeintlichen) Vater, dass sie in Wirklichkeit nicht Söldin liebe, sondern ihn, ihren Vater. Daraufhin erkennt Sonnekamp die drohende Gefahr, denn auch seine Gefühle gegenüber Ulla sind bereits über das Maß der väterlichen Liebe hinausgewachsen.
Sonnekamp fährt seine Tochter nach München. Damit er nicht Gefahr läuft, sich noch weiter in Ulla zu verlieben, nimmt er auf der Fahrt die Sängerin Inge Leuthoff mit. Ulla beobachtet voller Eifersucht, wie Sonnekamp mit Leuthoff im Anschluss der Reise nach München, weiter nach Garmisch fährt. Dort angekommen, trifft Sonnekamp unverhofft Georgius, der dringend das Gespräch mit ihm sucht, um ihm mitzuteilen, dass ihm seine Frau gebeichtet hat, dass Ulla doch nicht das Kind ihrer Schwester ist. Dieses ist in Wirklichkeit direkt nach der Geburt gestorben und sie hatte dann ein anderes Kind angenommen, allein zu dem Zweck, das von Sonnekamps Vater angebotene Abfindungsgeld erhalten zu können, ohne dass dieser wusste, dass das leibliche Kind die Geburt nicht überlebt hatte.
Die Handlung des Films nimmt somit ein glückliches Ende. Sonnekamp, der sich nicht mehr Sorgen muss, ob er sein eigenes Kind über das väterliche Maß hinaus liebt, fährt umgehend zu Ulla zurück und schließt sie in seine Arme.

## Erscheinungstermine und abweichende Filmtitel
Der Film wurde am 30. Januar 1934 in Deutschland uraufgeführt. Weitere Erscheinungstermine (im Ausland) waren der 27. Januar 1936 in den USA (dort unter dem Titel Between Two Hearts). In den österreichischen Kinos wurde er unter dem Titel Mein liebes dummes Mädel gezeigt.

## Produktionsnotizen
Bruno Lutz war gemeinsam mit Robert A. Dietrich für die Filmbauten verantwortlich, Kurt Wunsch fotografierte die Darsteller und das Set. Walter Zeiske leitete die Produktion. Als Drehorte dienten verschiedene Berge in Bayern.